# Miss International
Miss International (offiziell The International Beauty Pageant) gilt als der drittgrößte Schönheitswettbewerb der Welt nach Miss World und Miss Universe. Er wurde 1960 begründet in Long Beach (USA), nachdem die Miss-Universe-Veranstaltung von dort nach Miami Beach abgewandert war. Bis 1967 in Long Beach ansässig, wurde der Wettbewerb 1968 bis 1970 in Japan veranstaltet. 1971 wurde er wieder in Long Beach abgehalten und danach bis 2003 abermals jährlich in Japan ausgetragen. Seit 2004 findet er in China oder Japan statt.

## Anspruch
Obwohl auch als „Festival der Schönheit“ und sogar „Schönheits-Olympiade“ bezeichnet, basiert dieser Wettbewerb nicht allein auf dem Aussehen. Man erwartet von den Teilnehmerinnen, als „Botschafterinnen für Frieden und Schönheit“ Wohltätigkeit, Freundschaft, Schönheit, Intelligenz, Engagement und internationales Einfühlungsvermögen zu zeigen.

## Siegerinnen
| Jahr | Miss International                           | Land                                         | Austragungsort                                 |
| 1960 | Maria Stella Márquez Zawadzky                | Kolumbien                                    | Long Beach, Vereinigte Staaten                 |
| 1961 | Stam Van Baer                                | Niederlande                                  | Long Beach, Vereinigte Staaten                 |
| 1962 | Tania Verstak                                | Australien                                   | Long Beach, Vereinigte Staaten                 |
| 1963 | Guðrún Bjarnadóttir                          | Island                                       | Long Beach, Vereinigte Staaten                 |
| 1964 | Gemma Teresa Guerrero Cruz                   | Philippinen                                  | Long Beach, Vereinigte Staaten                 |
| 1965 | Ingrid Finger                                | BR Deutschland                               | Long Beach, Vereinigte Staaten                 |
| 1966 | nicht ausgetragen                            | nicht ausgetragen                            | nicht ausgetragen                              |
| 1967 | Mirta Teresita Massa                         | Argentinien                                  | Long Beach, Vereinigte Staaten                 |
| 1968 | Maria da Gloria Carvalho                     | Brasilien                                    | Tokio, Japan                                   |
| 1969 | Valerie Susan Holmes                         | England                                      | Tokio, Japan                                   |
| 1970 | Aurora McKenny Pijuan                        | Philippinen                                  | Osaka, Japan                                   |
| 1971 | Jane Cheryl Hansen                           | Neuseeland                                   | Long Beach, Vereinigte Staaten                 |
| 1972 | Linda Hooks                                  | England                                      | Tokio, Japan                                   |
| 1973 | Tuula Anneli Björkling                       | Finnland                                     | Osaka, Japan                                   |
| 1974 | Karen Brucene Smith                          | Vereinigte Staaten                           | Tokio, Japan                                   |
| 1975 | Ladija Vera Manic                            | Jugoslawien                                  | Motobu, Okinawa, Japan                         |
| 1976 | Sophie Sonia Perin                           | Frankreich                                   | Tokio, Japan                                   |
| 1977 | Pilar Medina Canadell                        | Spanien                                      | Tokio, Japan                                   |
| 1978 | Katherine Patricia Ruth                      | Vereinigte Staaten                           | Tokio, Japan                                   |
| 1979 | Mimilanie Laurel Marquez                     | Philippinen                                  | Tokio, Japan                                   |
| 1980 | Lorna Marlene Chavez                         | Costa Rica                                   | Tokio, Japan                                   |
| 1981 | Jenny Annette Derck                          | Australien                                   | Kōbe, Japan                                    |
| 1982 | Christie Ellen Claridge                      | Vereinigte Staaten                           | Fukuoka, Japan                                 |
| 1983 | Gidget Sandoval                              | Costa Rica                                   | Osaka, Japan                                   |
| 1984 | Ilma Julieta Urrutia Chang                   | Guatemala                                    | Yokohama, Japan                                |
| 1985 | Alejandrina „Nina“ Sicilia Hernandez         | Venezuela                                    | Tsukuba, Japan                                 |
| 1986 | Helen Fairbrother                            | England                                      | Nagasaki, Japan                                |
| 1987 | Laurie Tamara Simpson                        | Puerto Rico                                  | Tokio, Japan                                   |
| 1988 | Catherine Alexandra Gude                     | Norwegen                                     | Gifu, Japan                                    |
| 1989 | Iris Klein                                   | BR Deutschland                               | Kanazawa, Japan                                |
| 1990 | Silvia de Esteban Niubo                      | Spanien                                      | Osaka, Japan                                   |
| 1991 | Agnieszka Kotlarska                          | Polen                                        | Tokio, Japan                                   |
| 1992 | Kirsten Marise Davidson                      | Australien                                   | Nagasaki, Japan                                |
| 1993 | Agnieszka Pachałko                           | Polen                                        | Tokio, Japan                                   |
| 1994 | Christina Lekka                              | Griechenland                                 | Ise, Japan                                     |
| 1995 | Anna Lena Hansen                             | Norwegen                                     | Tokio, Japan                                   |
| 1996 | Fernanda Alves                               | Portugal                                     | Kanazawa, Japan                                |
| 1997 | Consuelo Adler Hernández                     | Venezuela                                    | Kyōto, Japan                                   |
| 1998 | Lía Victoria Borrero González                | Panama                                       | Tokio, Japan                                   |
| 1999 | Paulina Margarita Gálvez Pineda              | Kolumbien                                    | Tokio, Japan                                   |
| 2000 | Vivian Inés Urdaneta Rincón                  | Venezuela                                    | Tokio, Japan                                   |
| 2001 | Małgorzata Rożniecka                         | Polen                                        | Tokio, Japan                                   |
| 2002 | Christina Sawaya                             | Libanon                                      | Tokio, Japan                                   |
| 2003 | Goizeder Victoria Azúa Barríos               | Venezuela                                    | Tokio, Japan                                   |
| 2004 | Jeymmy Paola Vargas Gómez                    | Kolumbien                                    | Peking, Volksrepublik China                    |
| 2005 | Precious Lara Quigaman                       | Philippinen                                  | Tokio, Japan                                   |
| 2006 | Daniela Di Giacomo                           | Venezuela                                    | Xianghe (Bezirk Langfang), Volksrepublik China |
| 2007 | Silvia Priscila Perales Elizondo             | Mexiko                                       | Tokio, Japan                                   |
| 2008 | Alejandra Andreu Santamarta                  | Spanien                                      | Macau, Volksrepublik China                     |
| 2009 | Anagabriela Espinoza Marroquín               | Mexiko                                       | Chengdu, Volksrepublik China                   |
| 2010 | Ana Elizabeth Mosquera Gómez                 | Venezuela                                    | Chengdu, Volksrepublik China                   |
| 2011 | María Fernanda Cornejo Alfaro                | Ecuador                                      | Chengdu, Volksrepublik China                   |
| 2012 | Ikumi Yoshimatsu                             | Japan                                        | Okinawa, Japan                                 |
| 2013 | Bea Rose Santiago                            | Philippinen                                  | Tokio, Japan                                   |
| 2014 | Valerie Hernandez Matias                     | Puerto Rico                                  | Hiten, Volksrepublik China                     |
| 2015 | Edymar Martinez                              | Venezuela                                    | Tokio, Japan                                   |
| 2016 | Kylie Fausto Verzosa                         | Philippinen                                  | Tokio, Japan                                   |
| 2017 | Kevin Lilliana Junaedy                       | Indonesien                                   | Tokio, Japan                                   |
| 2018 | Mariem Claret Velazco                        | Venezuela                                    | Tokio, Japan                                   |
| 2019 | Sireethorn „Bint“ Leearamwat                 | Thailand                                     | Tokio, Japan                                   |
| 2020 | Wegen der COVID-19-Pandemie kein Wettbewerb. | Wegen der COVID-19-Pandemie kein Wettbewerb. | Wegen der COVID-19-Pandemie kein Wettbewerb.   |
| 2021 | Wegen der COVID-19-Pandemie kein Wettbewerb. | Wegen der COVID-19-Pandemie kein Wettbewerb. | Wegen der COVID-19-Pandemie kein Wettbewerb.   |
| 2022 | Jasmin Selberg                               | Deutschland                                  | Tokio, Japan                                   |
| 2023 | Andrea Valentina Rubio Armas                 | Venezuela                                    | Tokio, Japan                                   |